# Mohammed Ahmed
Mohammed Ahmed (Mogadiscio, 5 gennaio 1991) è un mezzofondista canadese.

## Palmarès
| Anno | Manifestazione          | Sede           | Evento        | Risultato | Prestazione | Note                                     |
| ---- | ----------------------- | -------------- | ------------- | --------- | ----------- | ---------------------------------------- |
| 2012 | Giochi olimpici         | Londra         | 5000 m piani  | 18º       | 14'12"11    |                                          |
| 2013 | Mondiali                | Mosca          | 10000 m piani | 9º        | 27'35"76    | Miglior prestazione personale stagionale |
| 2014 | Giochi del Commonwealth | Glasgow        | 5000 m piani  | 5º        | 13'18"88    | Miglior prestazione personale            |
| 2014 | Giochi del Commonwealth | Glasgow        | 10000 m piani | 6º        | 28'02"96    | Miglior prestazione personale stagionale |
| 2015 | Giochi panamericani     | Toronto        | 10000 m piani | Oro       | 28'49"96    |                                          |
| 2015 | Mondiali                | Pechino        | 5000 m piani  | 12º       | 14'00"38    |                                          |
| 2016 | Mondiali indoor         | Portland       | 3000 m piani  | 9º        | 8'07"96     |                                          |
| 2016 | Giochi olimpici         | Rio de Janeiro | 5000 m piani  | 4º        | 13'05"94    |                                          |
| 2016 | Giochi olimpici         | Rio de Janeiro | 10000 m piani | 32º       | 29'32"84    |                                          |
| 2017 | Mondiali                | Londra         | 5000 m piani  | 6º        | 13'52"78    |                                          |
| 2017 | Mondiali                | Londra         | 10000 m piani | 8º        | 27'02"35    |                                          |
| 2018 | Giochi del Commonwealth | Gold Coast     | 5000 m piani  | Argento   | 13'52"78    |                                          |
| 2018 | Giochi del Commonwealth | Gold Coast     | 10000 m piani | Argento   | 27'20"56    |                                          |
| 2019 | Mondiali                | Doha           | 5000 m piani  | Bronzo    | 13'01"11    |                                          |
| 2019 | Mondiali                | Doha           | 10000 m piani | 6º        | 26'59"35    | Record nazionale                         |
| 2021 | Giochi olimpici         | Tokyo          | 5000 m piani  | Argento   | 12'58"61    |                                          |
| 2021 | Giochi olimpici         | Tokyo          | 10000 m piani | 6º        | 27'47"76    | Miglior prestazione personale stagionale |
| 2022 | Mondiali                | Eugene         | 5000 m piani  | 5º        | 13'10"46    |                                          |
| 2022 | Mondiali                | Eugene         | 10000 m piani | 6º        | 27'30"27    |                                          |
| 2023 | Mondiali                | Budapest       | 5000 m piani  | 7º        | 13'12"92    |                                          |
| 2023 | Mondiali                | Budapest       | 10000 m piani | 6º        | 27'56"43    | Miglior prestazione personale stagionale |
| 2024 | Giochi olimpici         | Parigi         | 5000 m piani  | Batteria  | 14'15"76    |                                          |
| 2024 | Giochi olimpici         | Parigi         | 10000 m piani | 4º        | 26'43"79    | Miglior prestazione personale stagionale |

## Competizioni nazionali
2009
- 4º ai campionati canadesi, 5000 m piani - 14'11"84

2010
- Oro ai campionati canadesi U20, 5000 m piani - 14'15"92

2012
- Oro ai campionati canadesi, 10000 m piani - 30'49"13
- Argento ai campionati canadesi di corsa campestre - 29'42"

2013
- Oro ai campionati canadesi, 10000 m piani - 29'22"04

2014
- 10º ai campionati canadesi, 1500 m piani - 3'46"00

2015
- Argento ai campionati canadesi, 5000 m piani - 13'52"84

2016
- Oro ai campionati canadesi, 5000 m piani - 14'00"93

2017
- Oro ai campionati canadesi, 5000 m piani - 14'02"36

2018
- Oro ai campionati canadesi, 5000 m piani - 14'36"09

2019
- Oro ai campionati canadesi, 5000 m piani - 13'54"92

2023
- Oro ai campionati canadesi di 10 km su strada - 28'22"

## Altre competizioni internazionali
2015
- 7º al Campaccio ( San Giorgio su Legnano) - 30'12"
- 11º al Prefontaine Classic ( Eugene), 5000 m piani - 13'20"67

2018
- 4º al Prefontaine Classic ( Eugene), 2 miglia - 8'22"29
- 4º al Bauhaus-Galan ( Stoccolma), 5000 m piani - 13'14"88
- 9º al Memorial Van Damme ( Bruxelles), 5000 m piani - 13'03"08
- Argento in Coppa continentale ( Ostrava), 3000 m piani - 7'53"14

2019
- 6º al Golden Gala Pietro Mennea ( Roma), 5000 m piani - 12'58"16
- 4º al Prefontaine Classic ( Eugene), 2 miglia - 8'15"76

2021
- Bronzo al Golden Gala Pietro Mennea ( Firenze), 5000 m piani - 12'50"12
- 10º al Prefontaine Classic ( Eugene), miglio - 3'53"87
- 9º all'Athletissima ( Losanna), 3000 m piani - 7'42"53

2022
- 4º al Prefontaine Classic ( Eugene), 5000 m piani - 13'07"85
- 5º al Golden Gala Pietro Mennea ( Roma), 5000 m piani - 12'55"84
- Argento al David Hemery Valentine Invitational ( Boston), 5000 m piani - 12'56"87

2023
- 10º al Golden Gala ( Firenze), 5000 m piani - 12'56"46
- 10º all'Herculis ( Monaco), 5000 m piani - 13'01"58